# برایان گرینبرگ
برایان گرینبرگ (انگلیسی: Bryan Greenberg؛ زادهٔ ۲۴ مهٔ ۱۹۷۸) یک بازیگر، و خواننده و ترانه‌سرا اهل آمریکا است. وی از سال ۱۹۹۷ میلادی تاکنون مشغول فعالیت بوده‌است.
از فیلم‌ها یا برنامه‌های تلویزیونی که وی در آن نقش داشته است می‌توان به دوستی پرمنفعت، بالاترین نمره، تاریخچه کوتاه زوال، گروه رفقا، شما مردم، پسر نوبل و تقاطع اشاره کرد.